# Biserica de lemn din Copăceni, Bihor

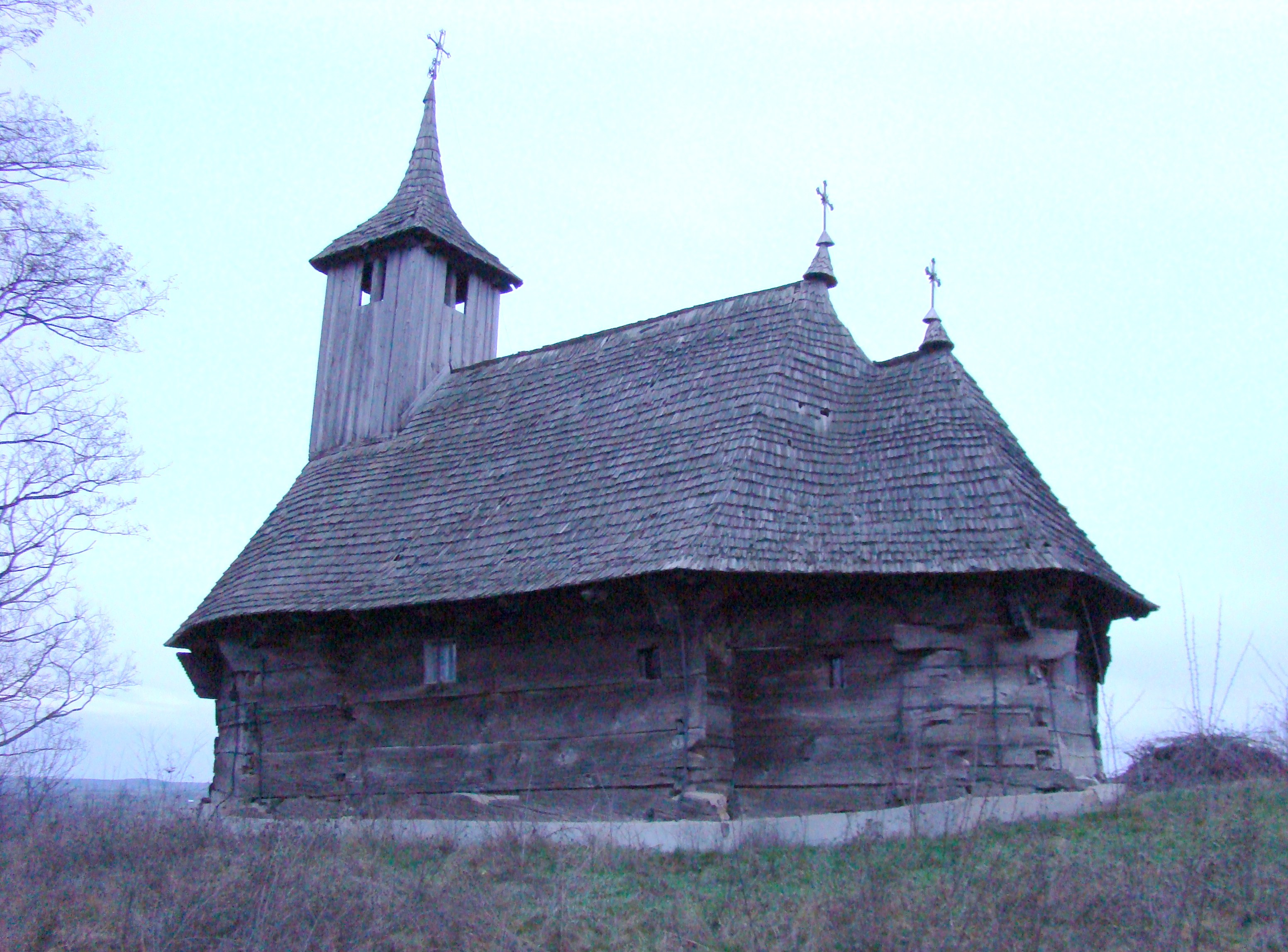
Biserica de lemn „Adormirea Maicii Domnului” din Copăceni, comuna Sâmbăta, județul Bihor, foto: ianuarie 2010.

Biserica de lemn din Copăceni, comuna Sâmbăta, județul Bihor, datează din secolul al XVII-lea. Are hramul „Adormirea Maicii Domnului”. Biserica se află pe noua listă a monumentelor istorice sub codul LMI:  BH-II-m-A-01138.

## Istoric și trăsături
Biserica de lemn „Adormirea Maicii Domnului" a fost construită în secolul al XVII-lea între satele Copăceni și Vintere și a fost mutată pe locul actual în a doua jumătate a secolului al XVIII-lea. Planul se aseamănă cu o corabie datorită faptului că tinda și absida sunt încăperi poligonale, cu pereții oblici, destul de lungi. Interesant este și modul de construire al absidei, prin decroșarea peretelui sudic. Linia streașinei urmează întocmai linia pereților, care sunt construiți din scânduri („blăni") de gorun, îmbinate în linii ce se întretaie sau se întrepătrund și legate la colțuri în „cârlig" cu crestături complicate. Portalul este ornamentat cu cercuri și semicercuri înlănțuite în șiruri verticale, alături de frânghii, linii oblice și rozete. Deasupra tindei se ridică turnul scund, cu coif piramidal și săgeată. La extremitățile estice ale coamelor acoperișului naosului și altarului sunt două turnuri miniaturale cu funcție estetică. După 1950 s-a adăugat pardoseala de scânduri, a fost tencuită în interior și s-a renunțat la sistemul vechi de boltire, preferându-se tavanul drept. În jurul bisericii sunt cruci cioplite în lemn de meșterul popular Teodor Bondar.

## Imagini din exterior

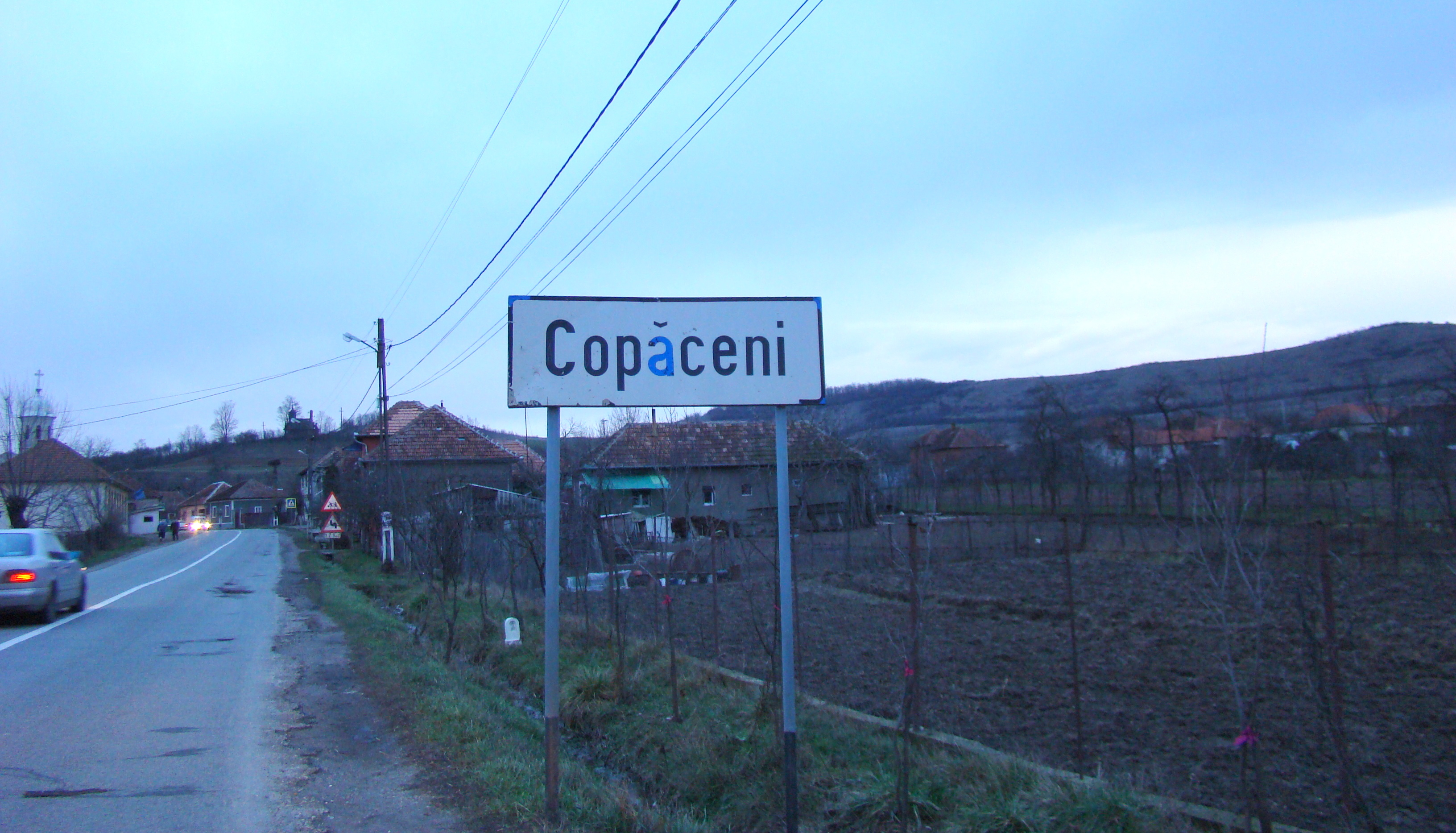
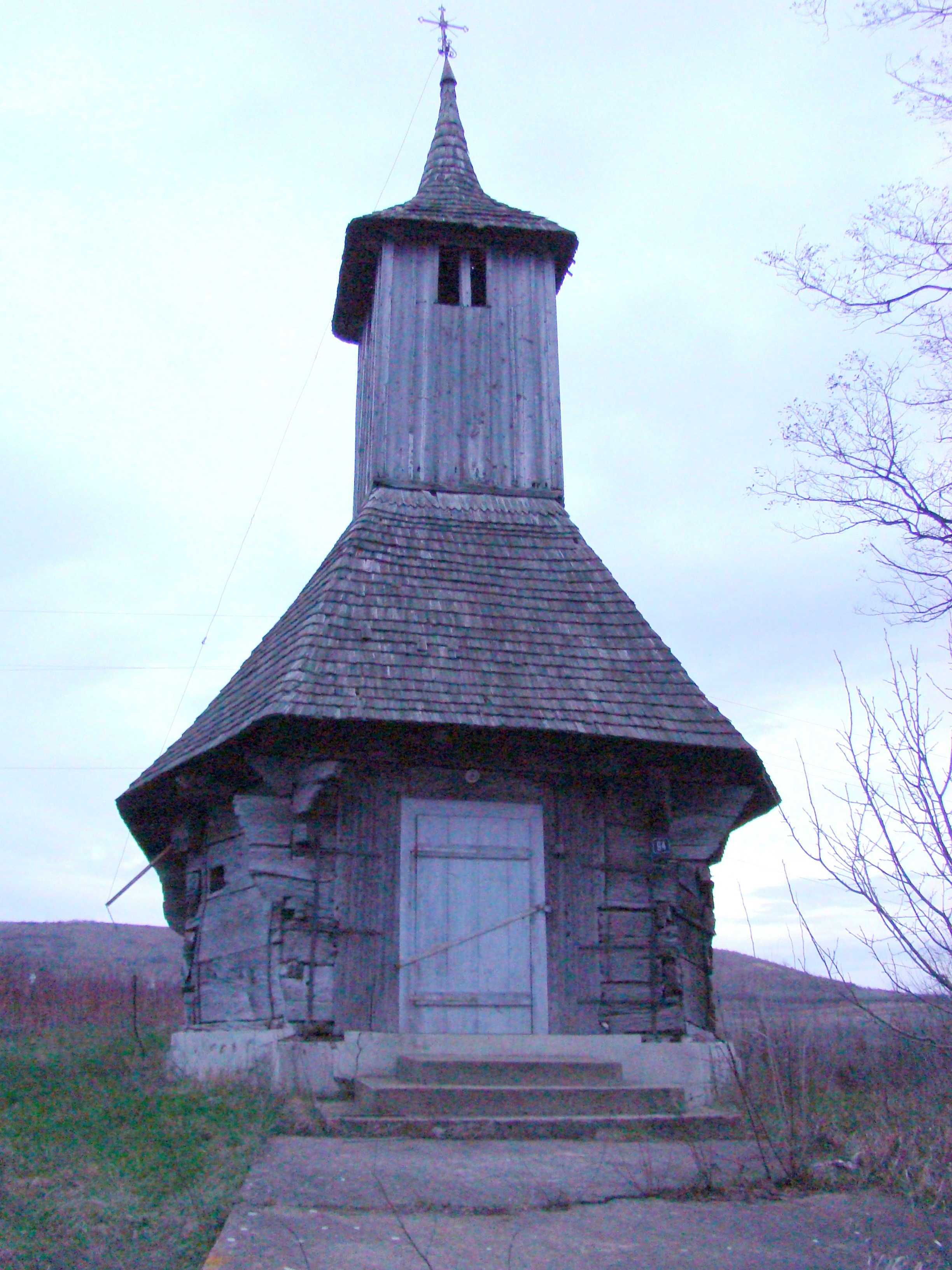
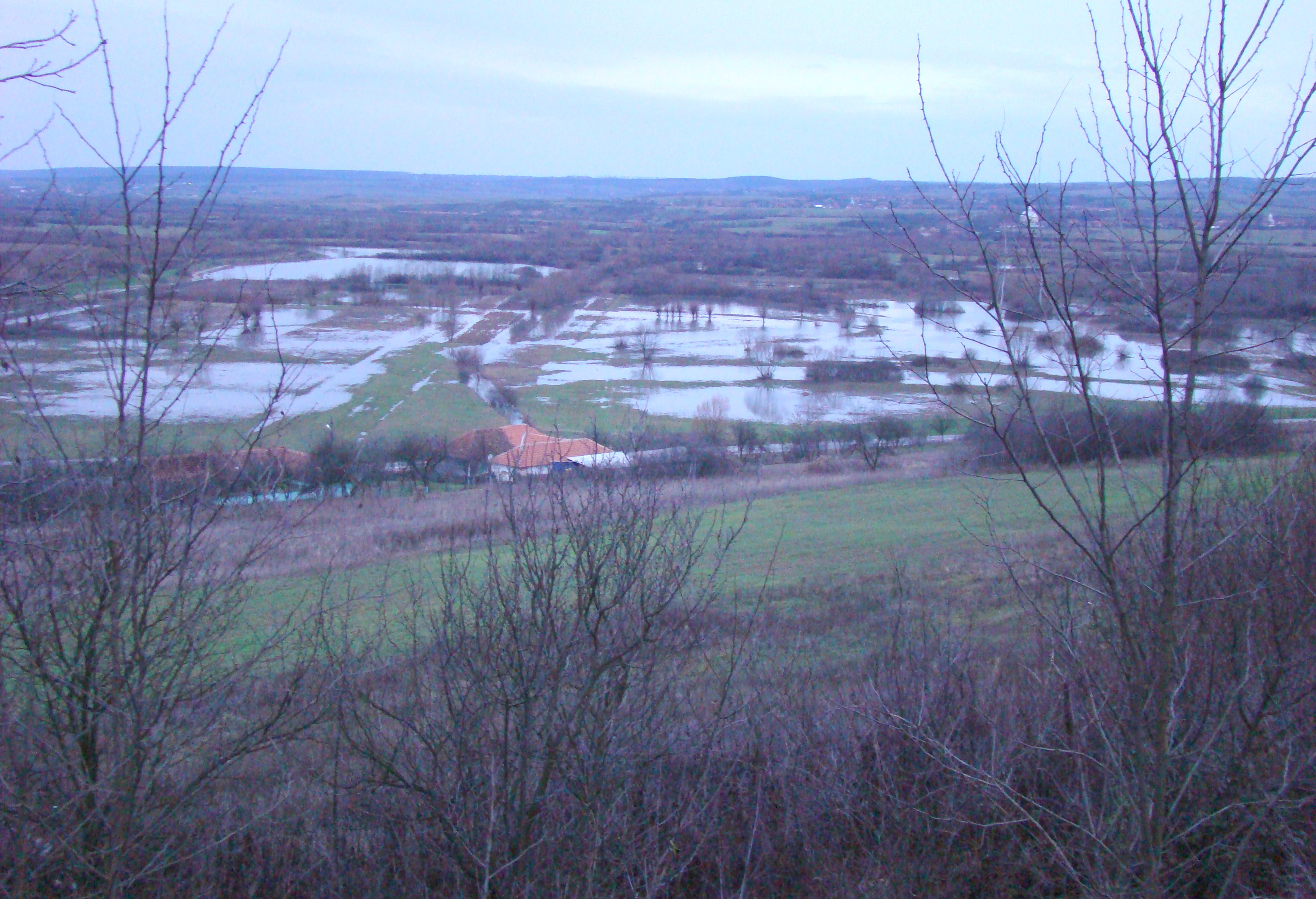
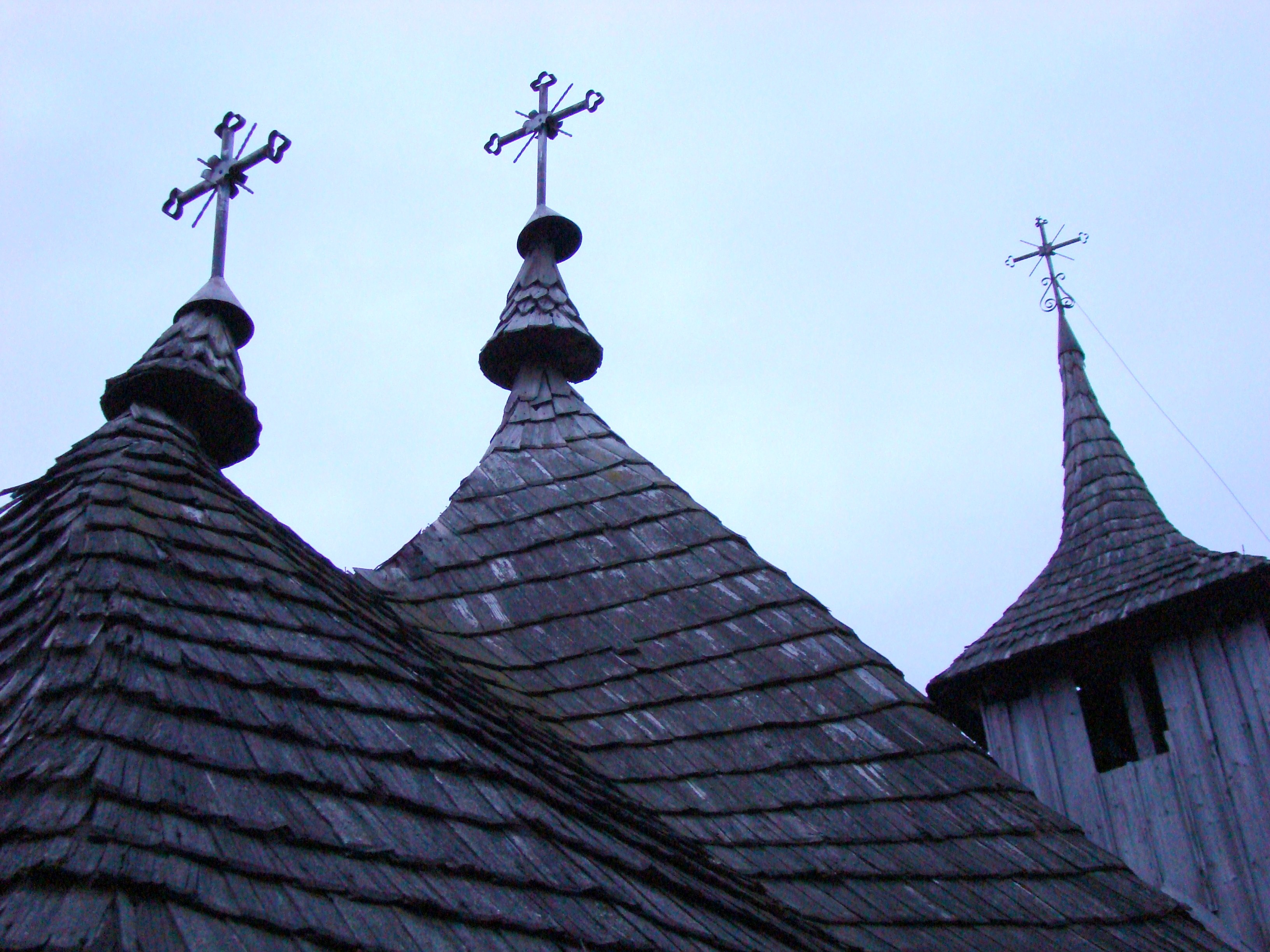
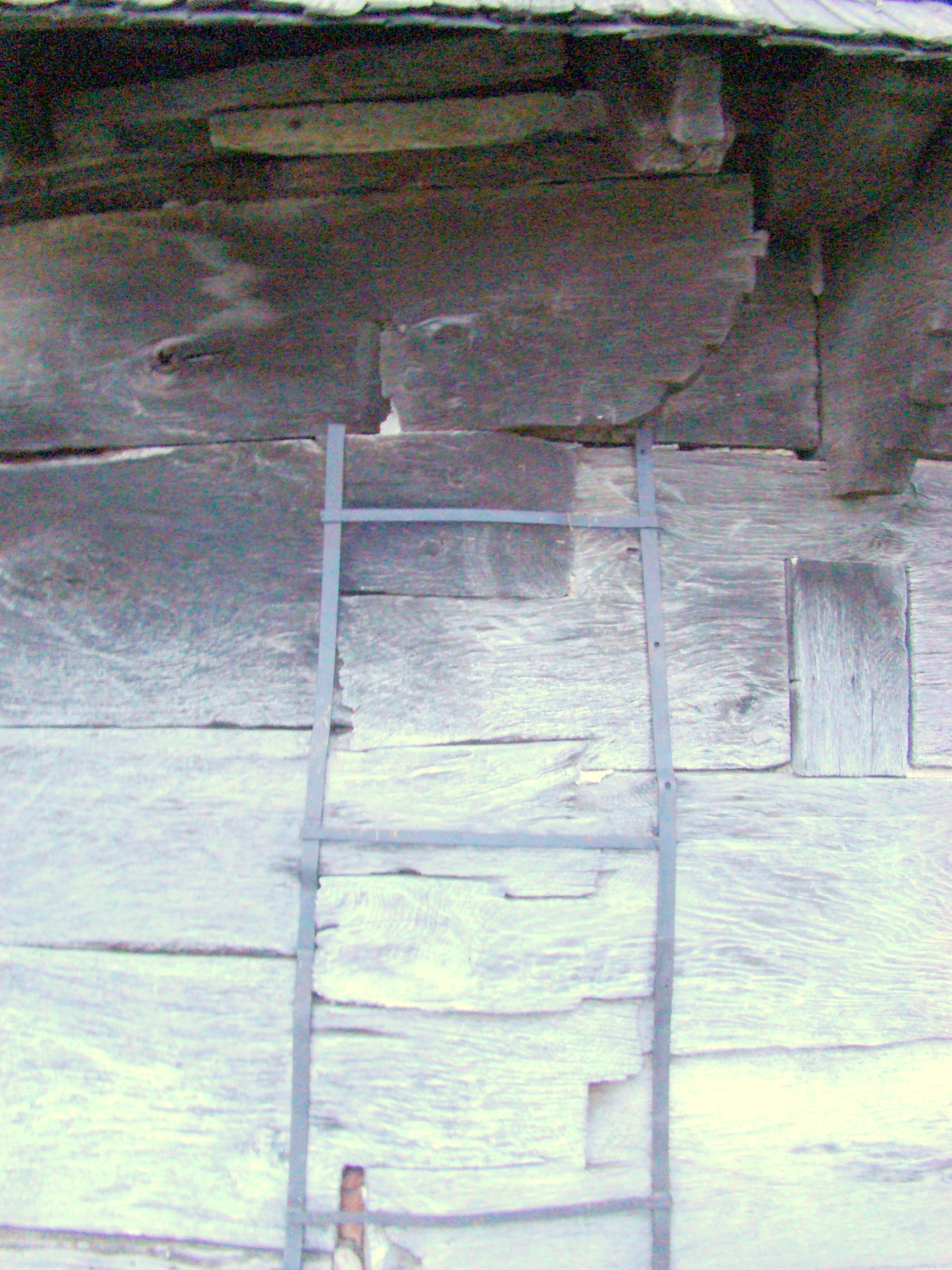
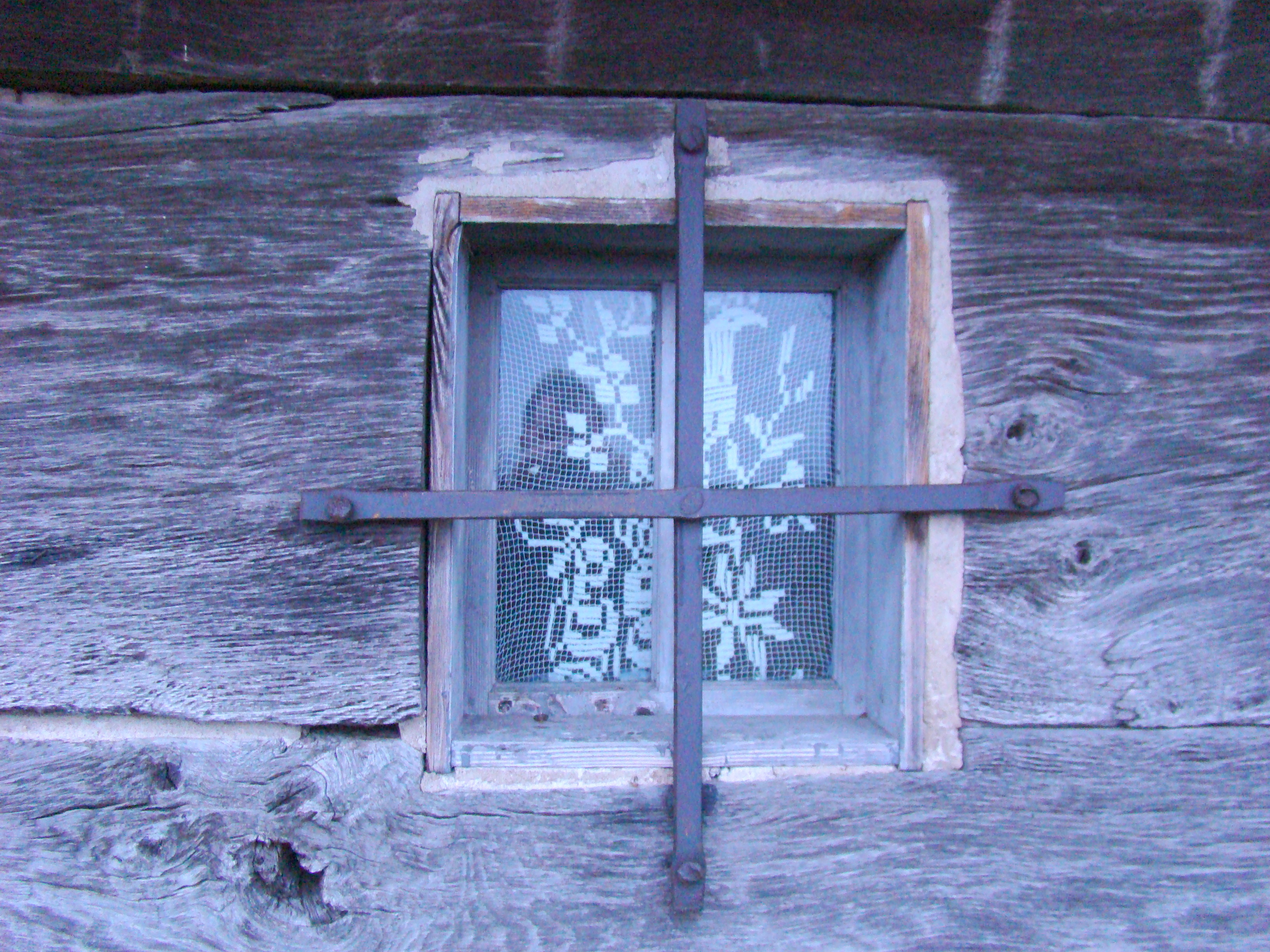
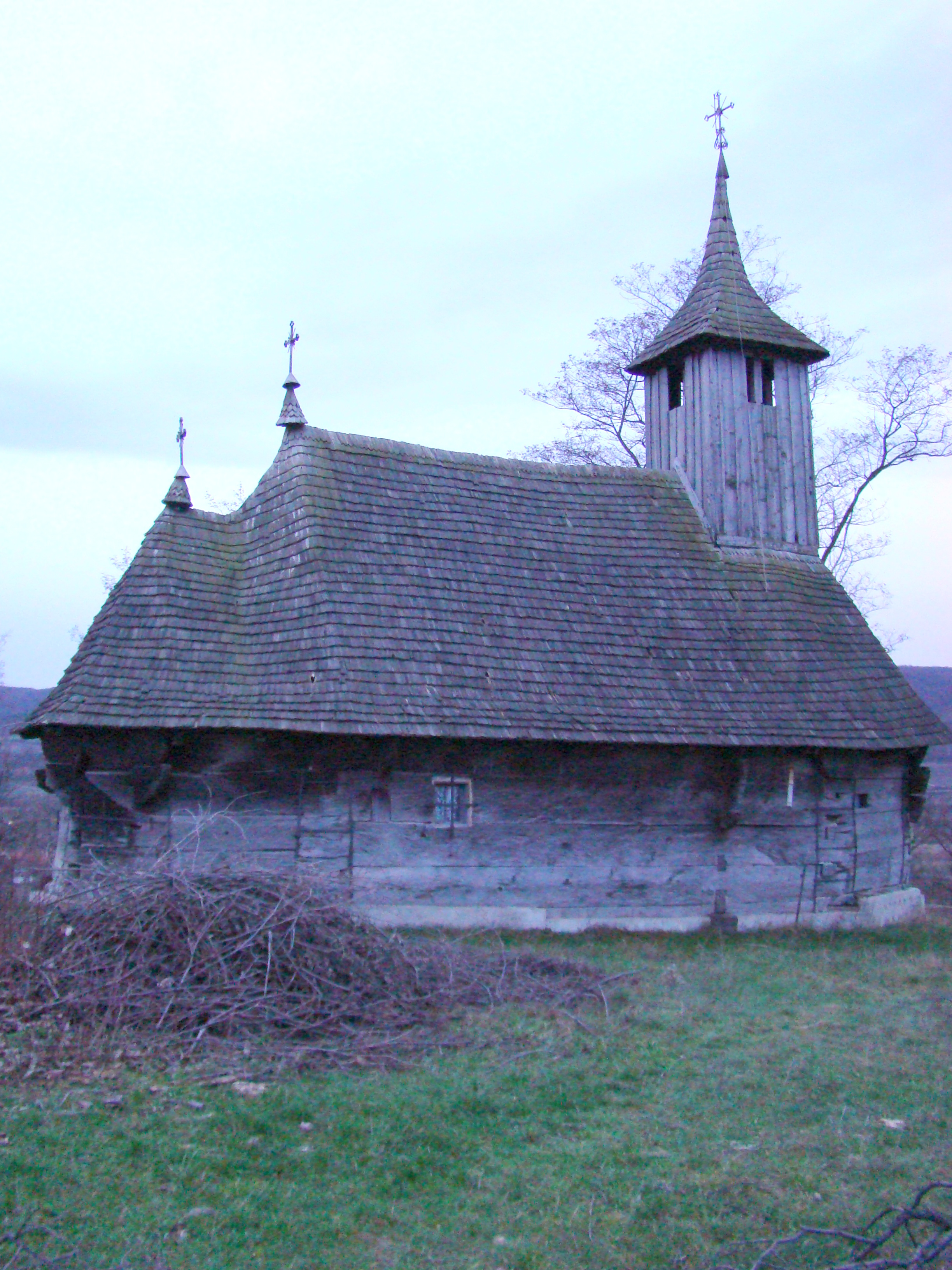
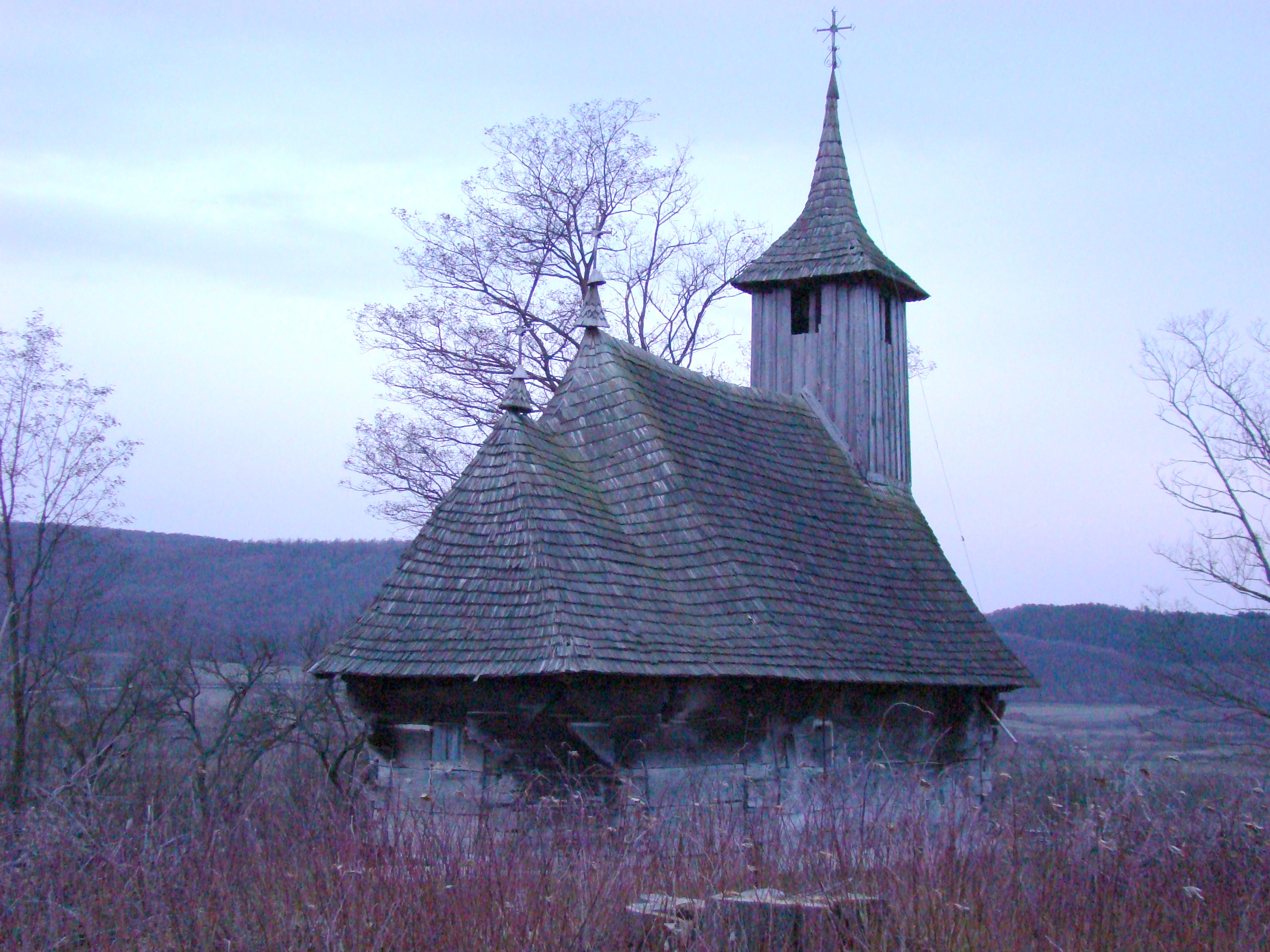
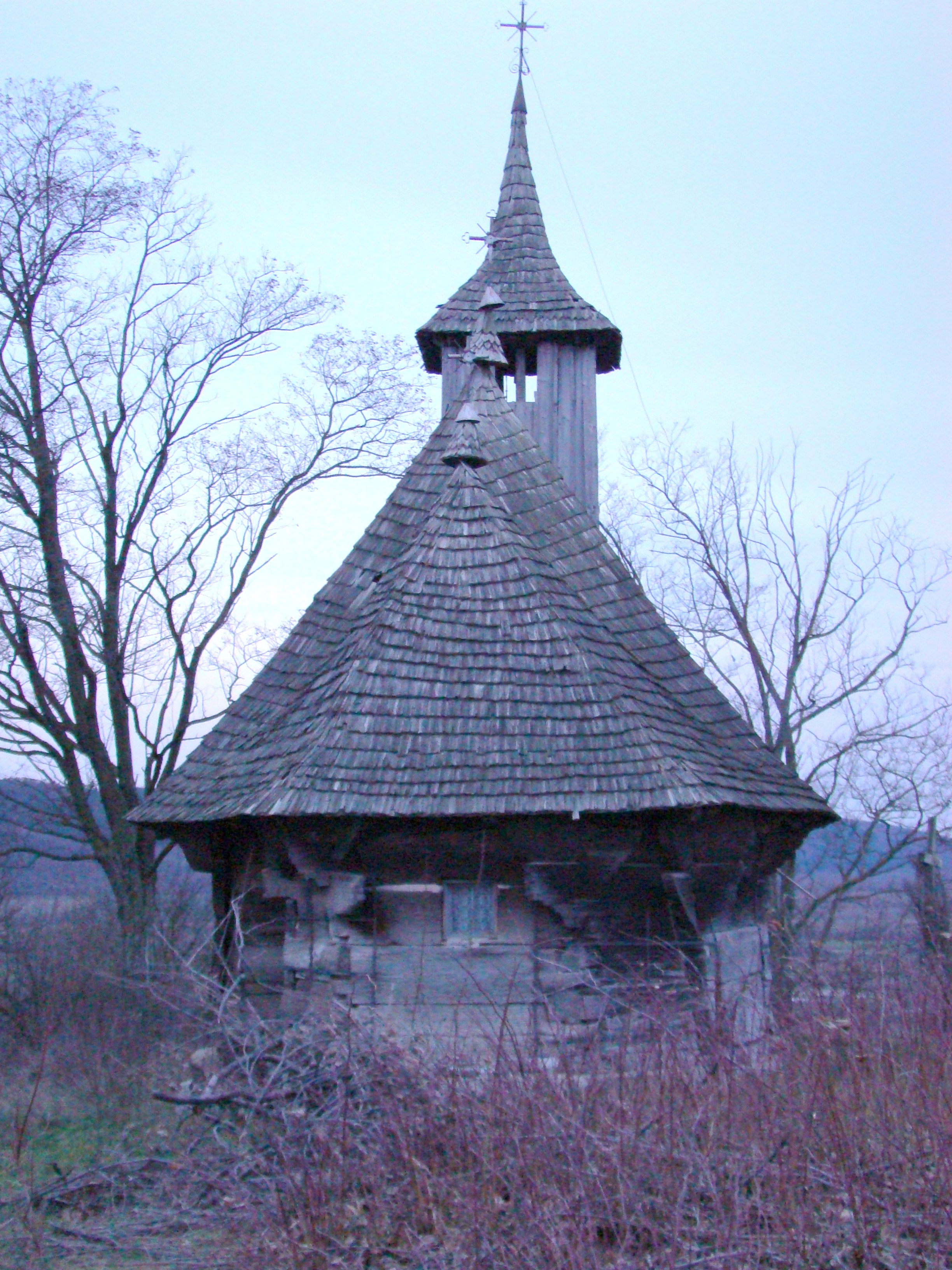
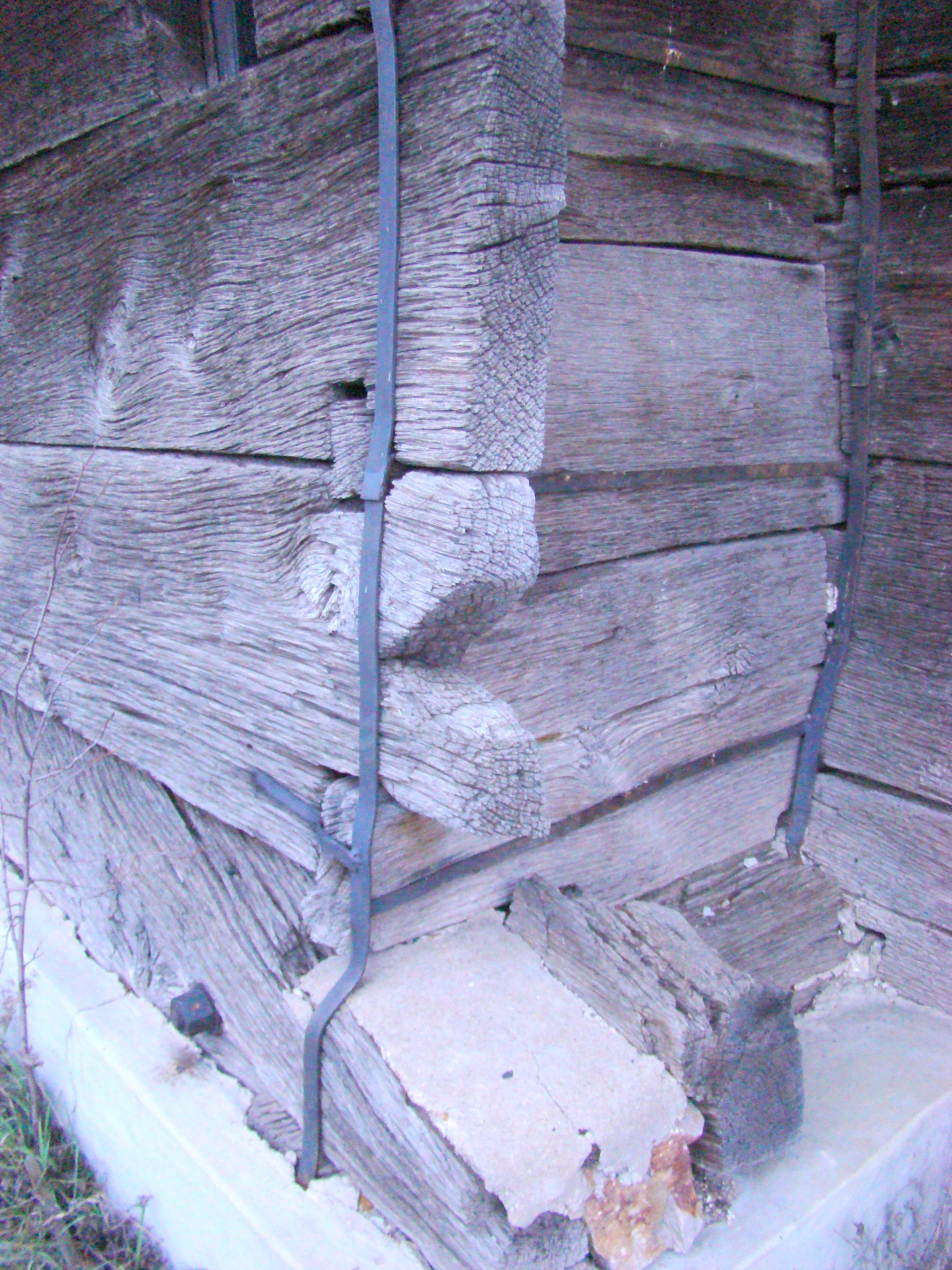
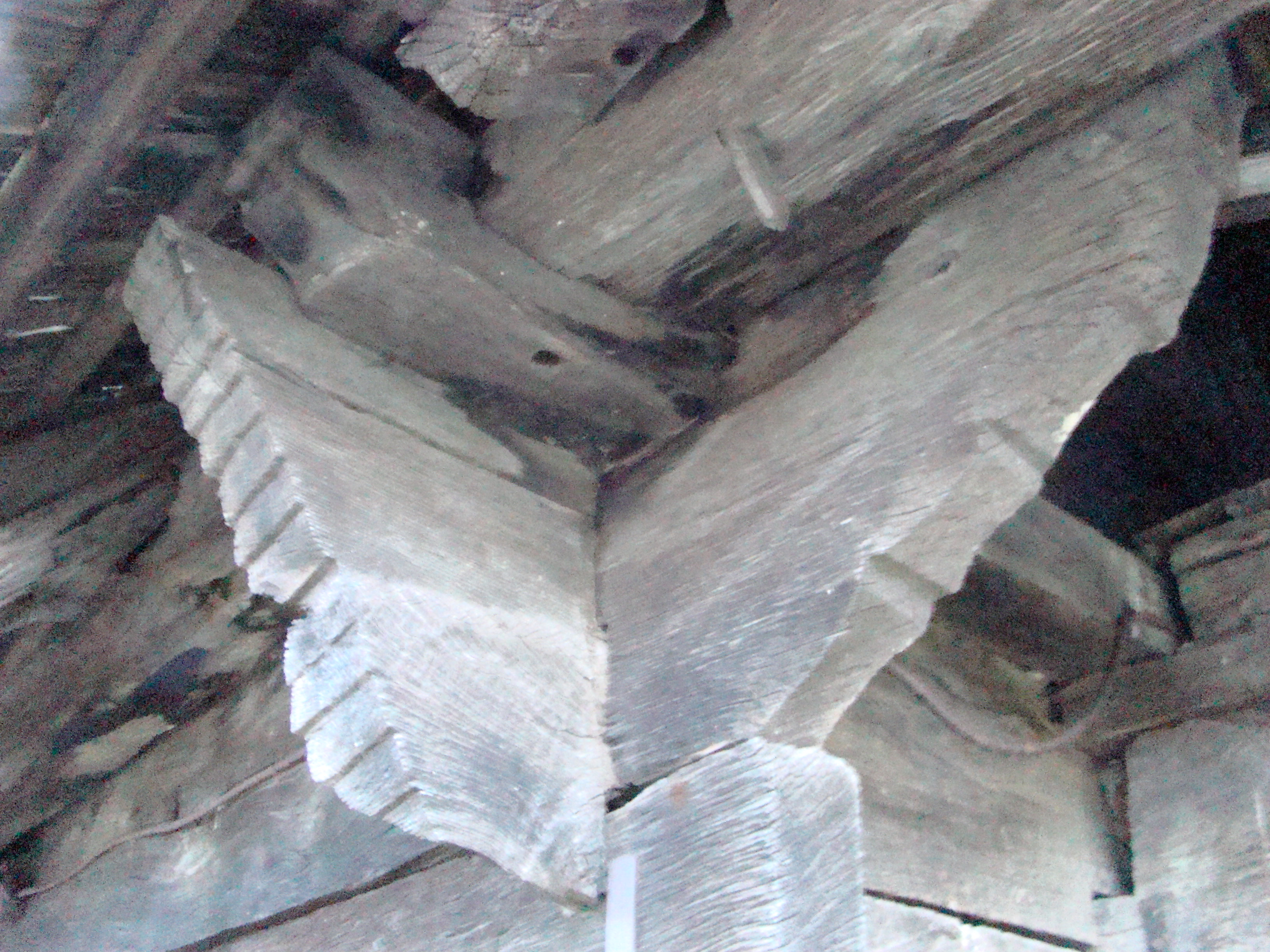
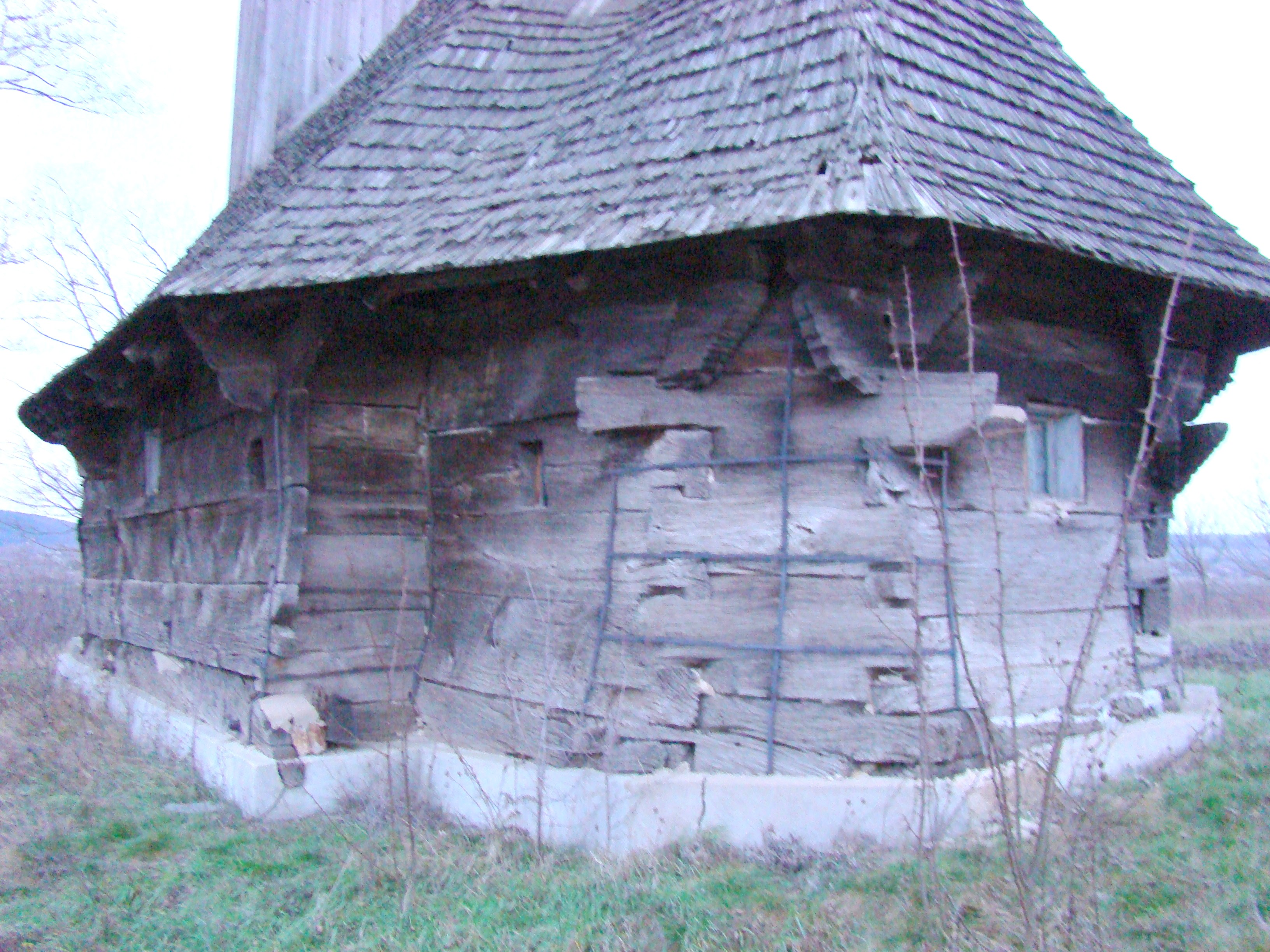
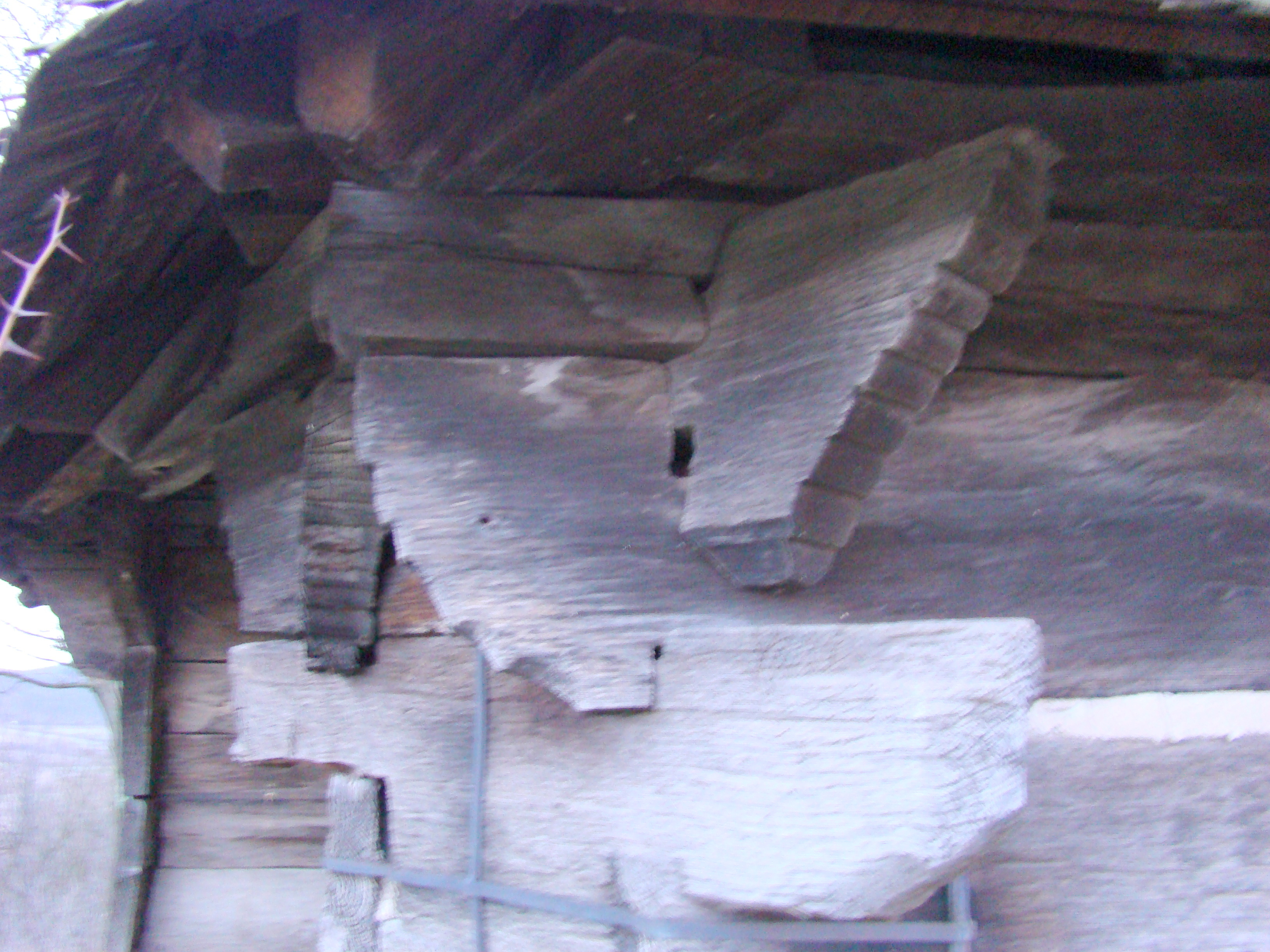
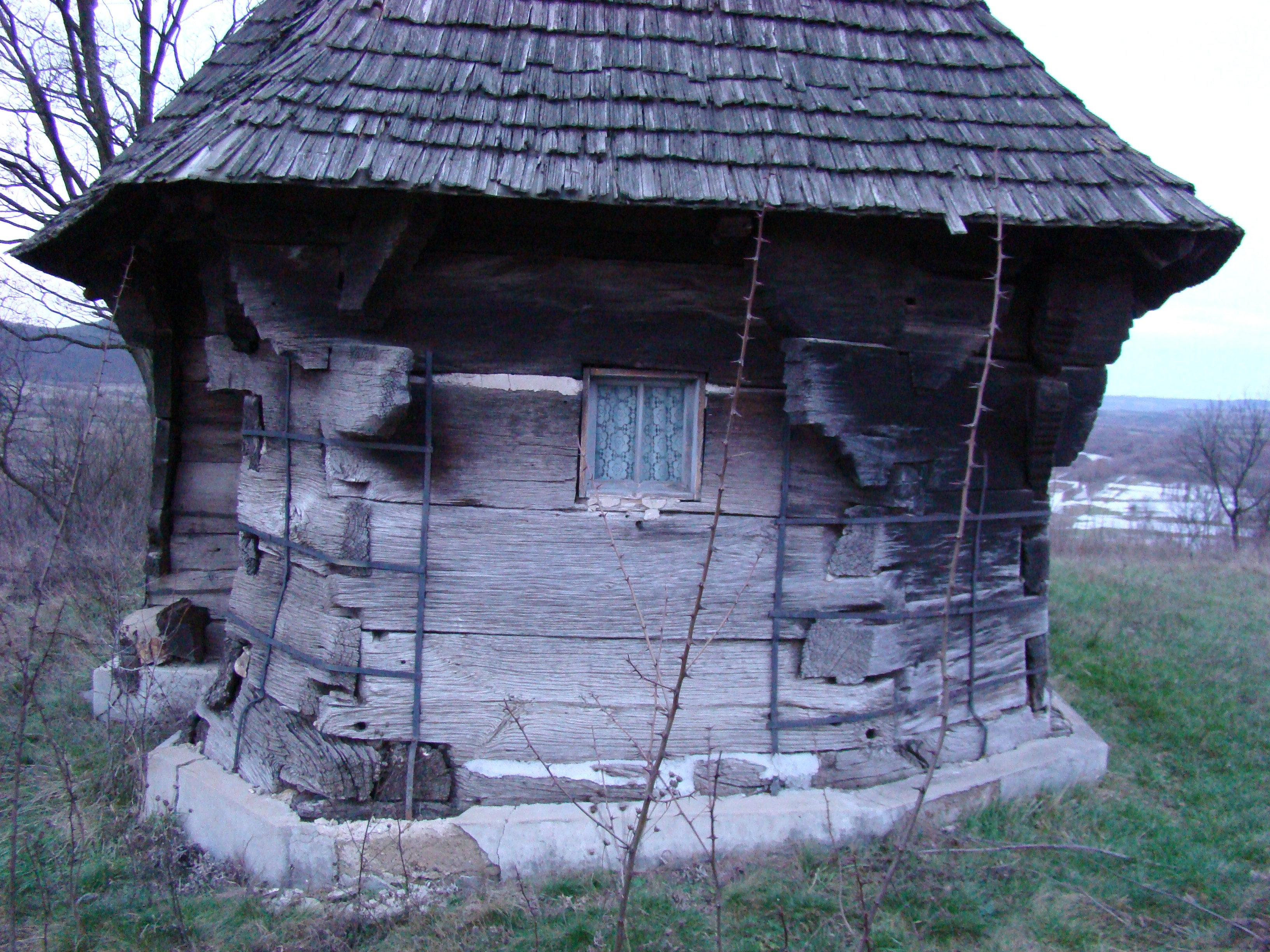
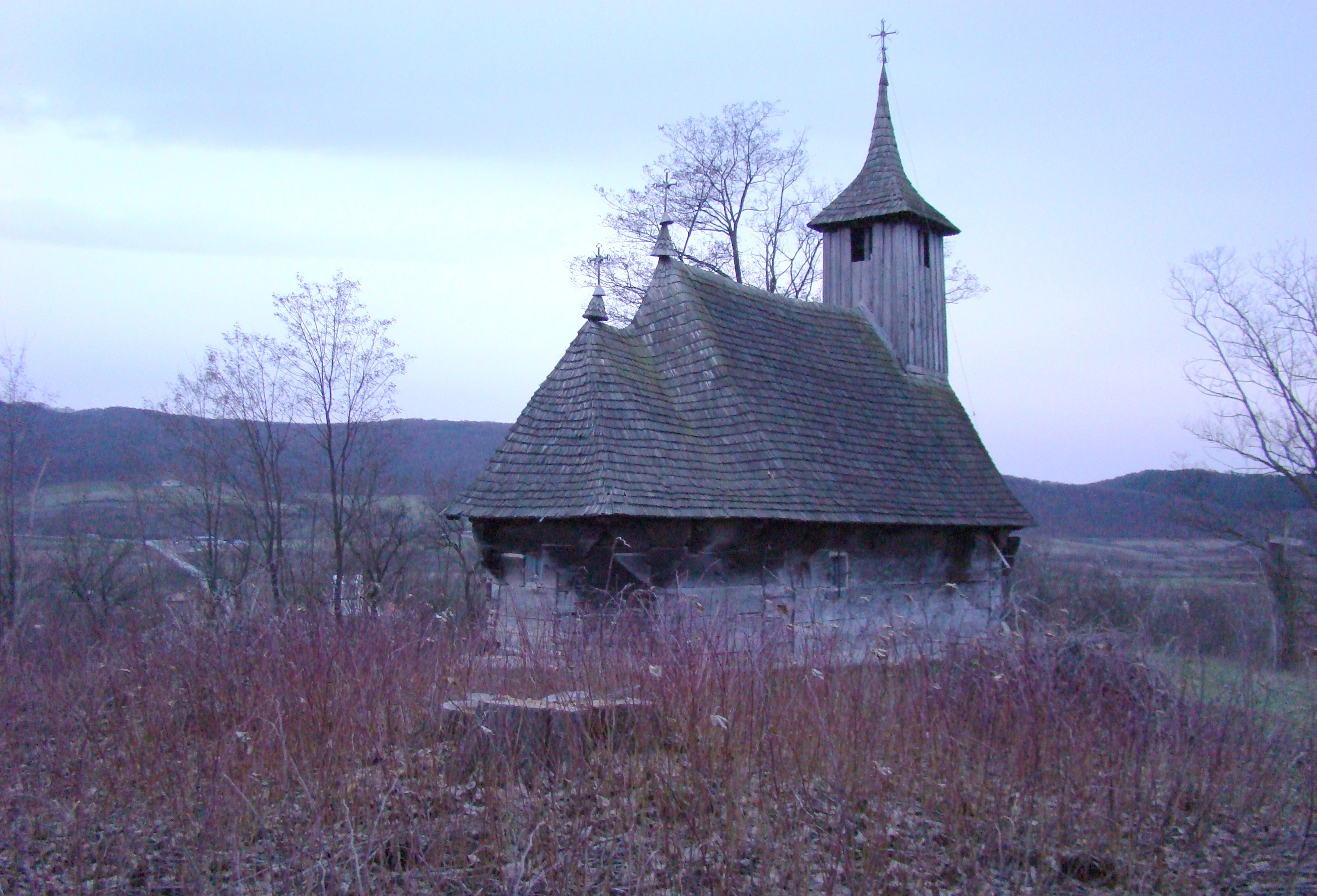
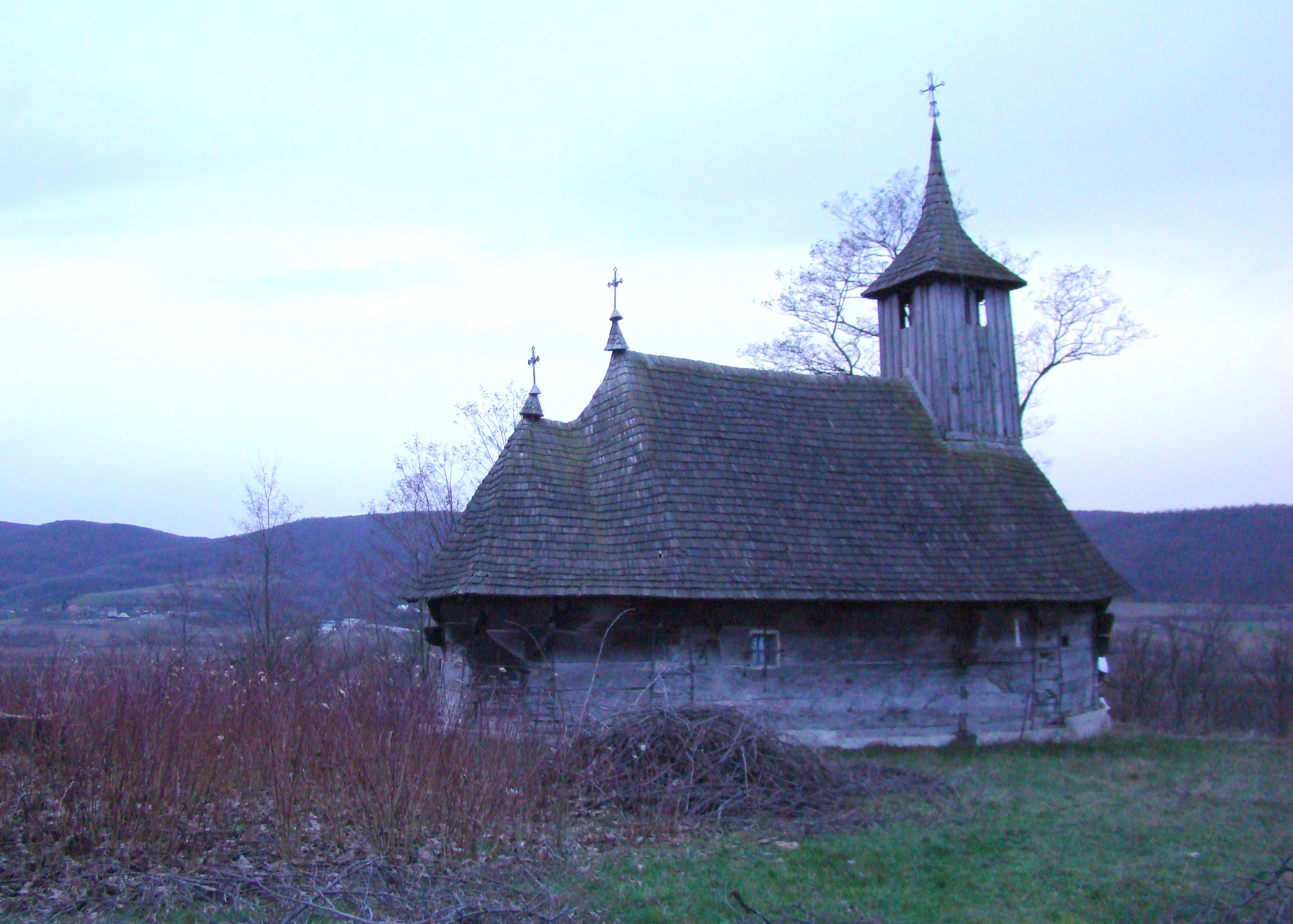
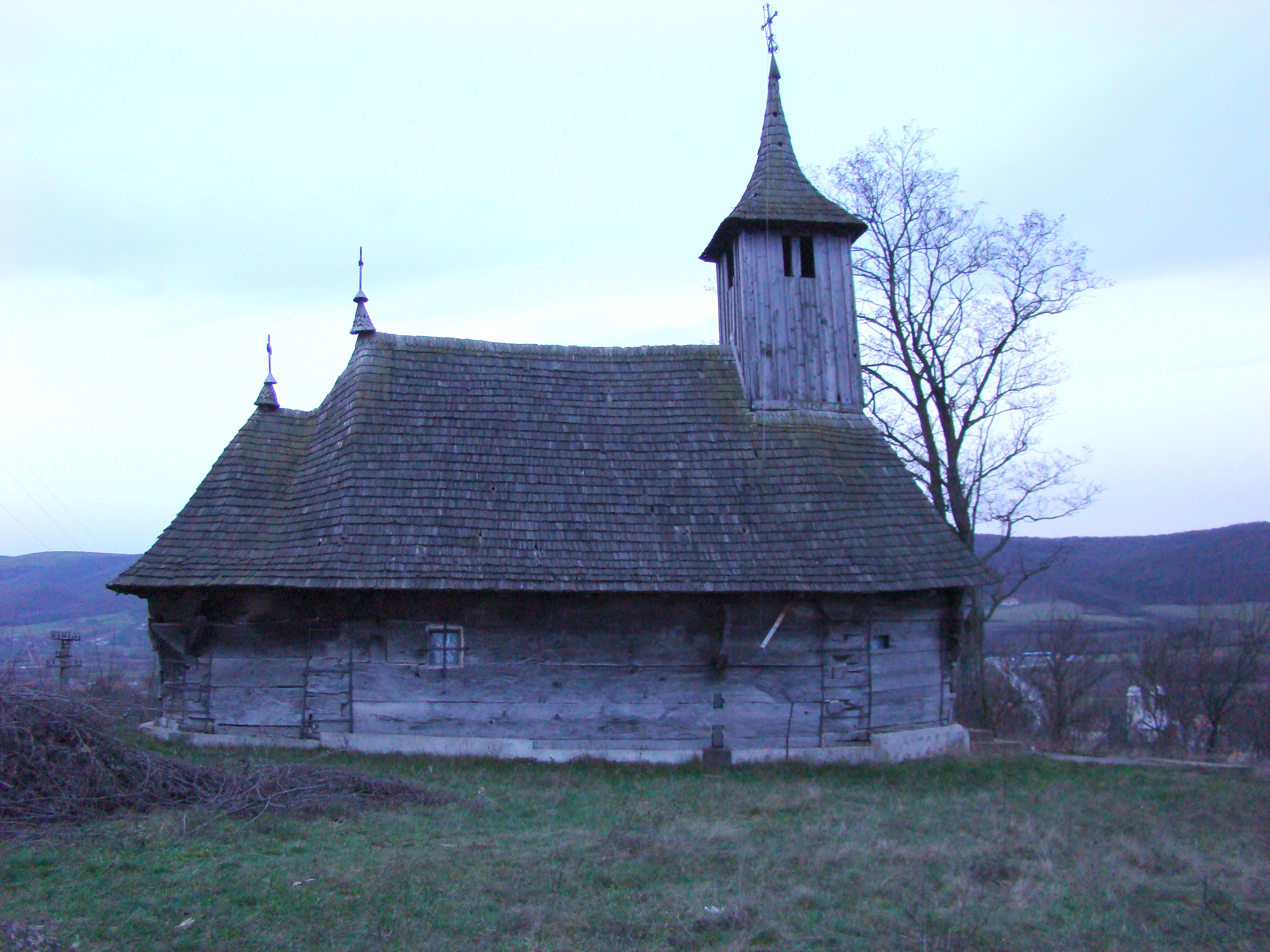
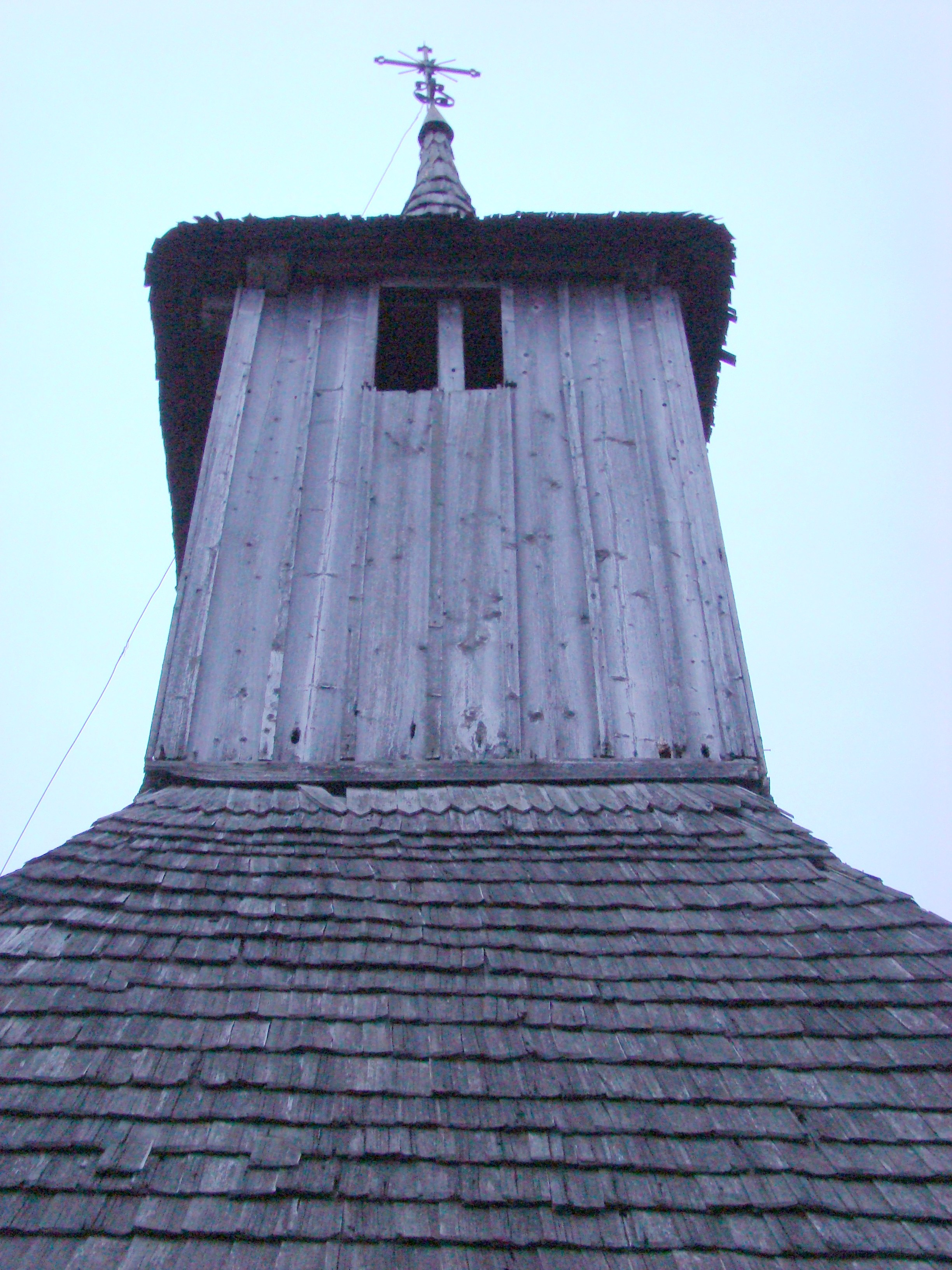
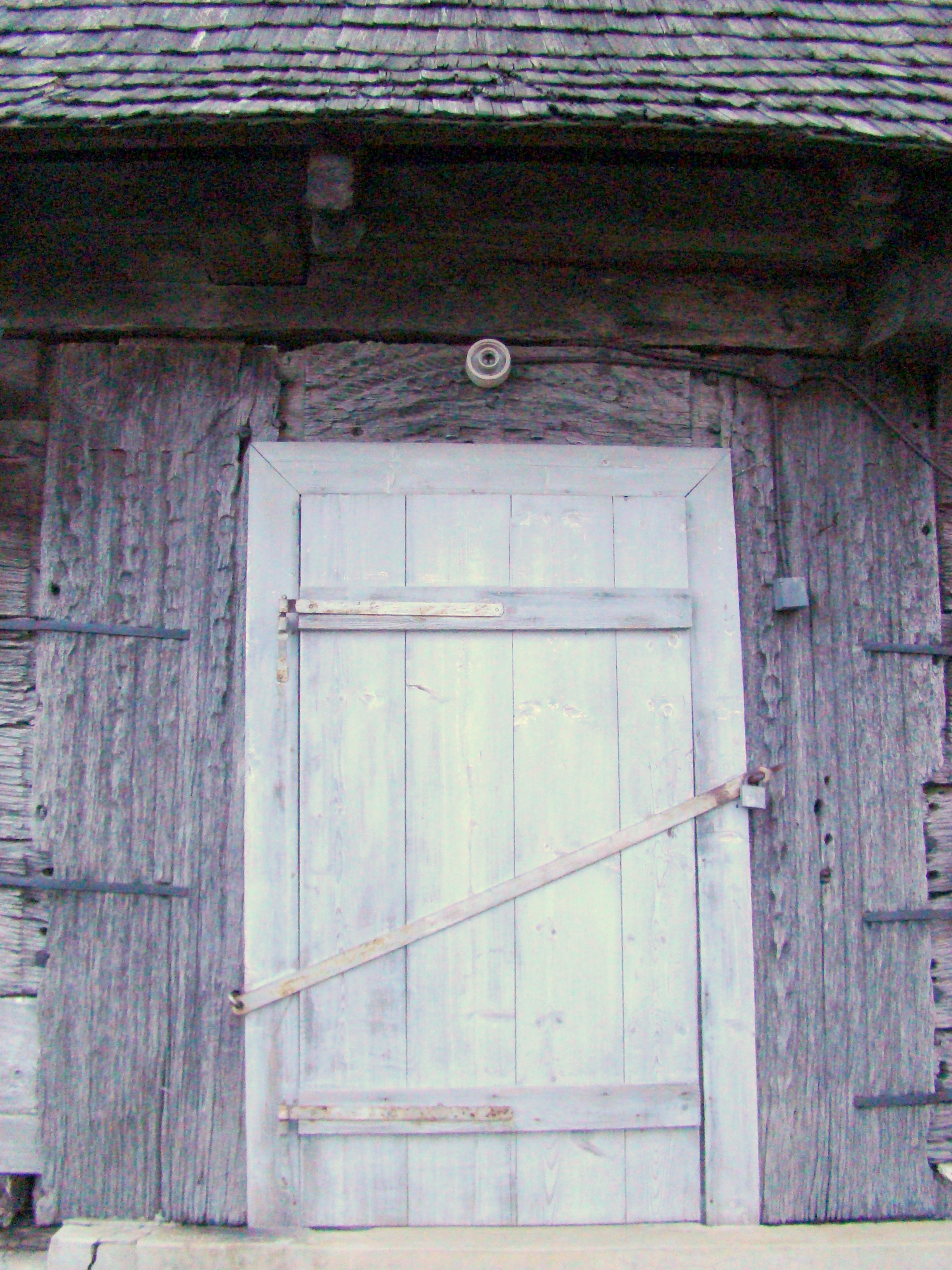
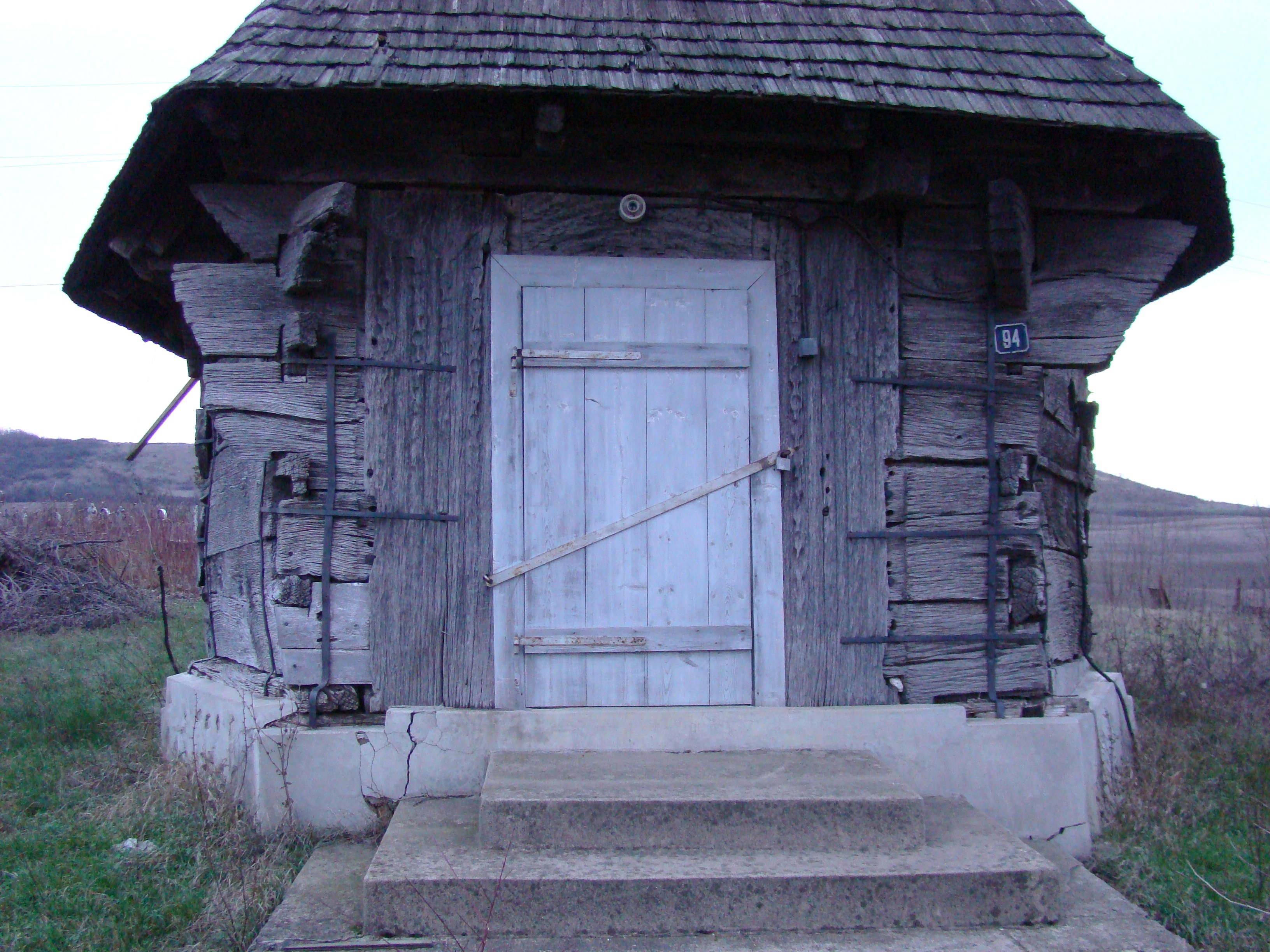
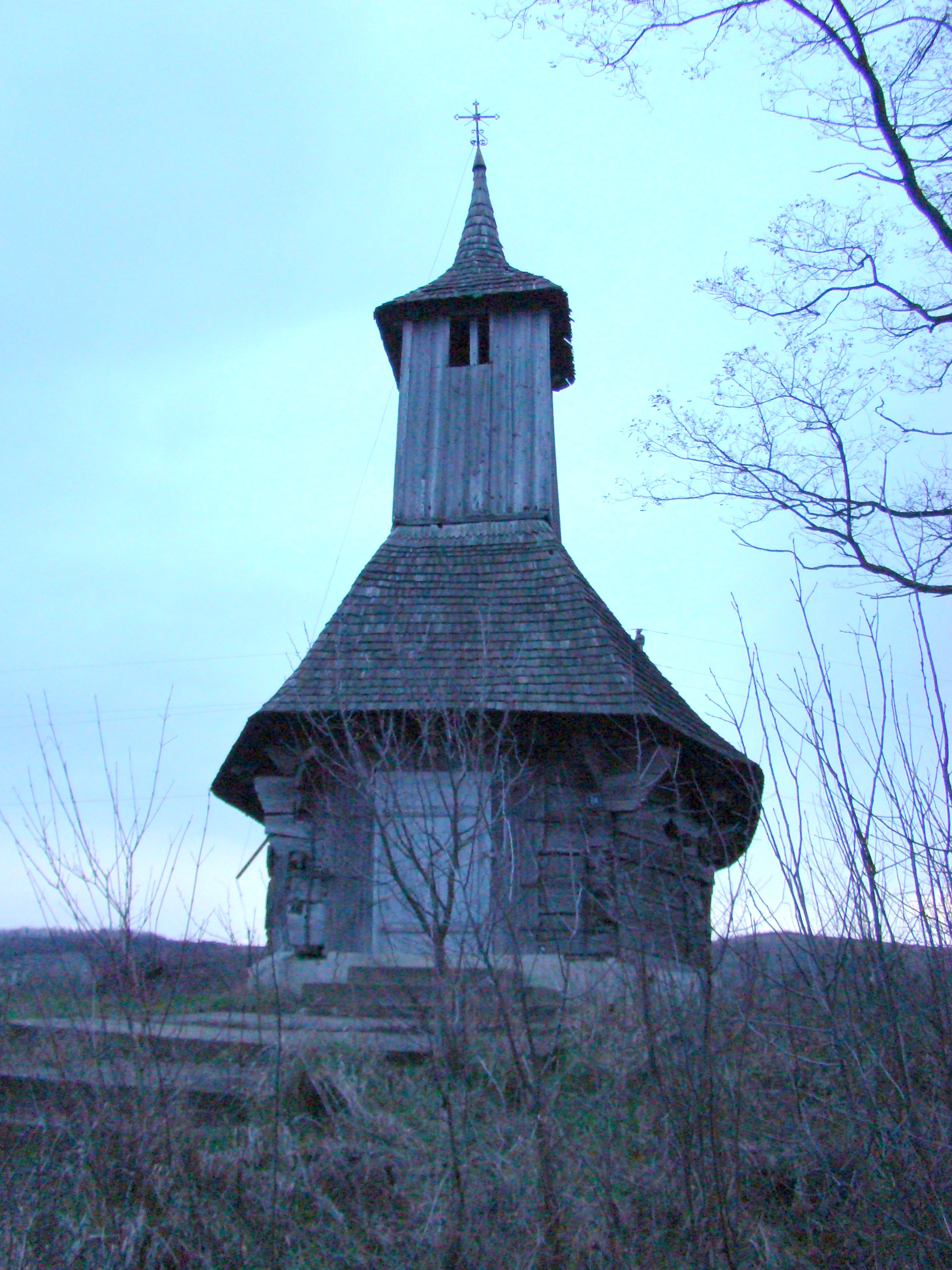
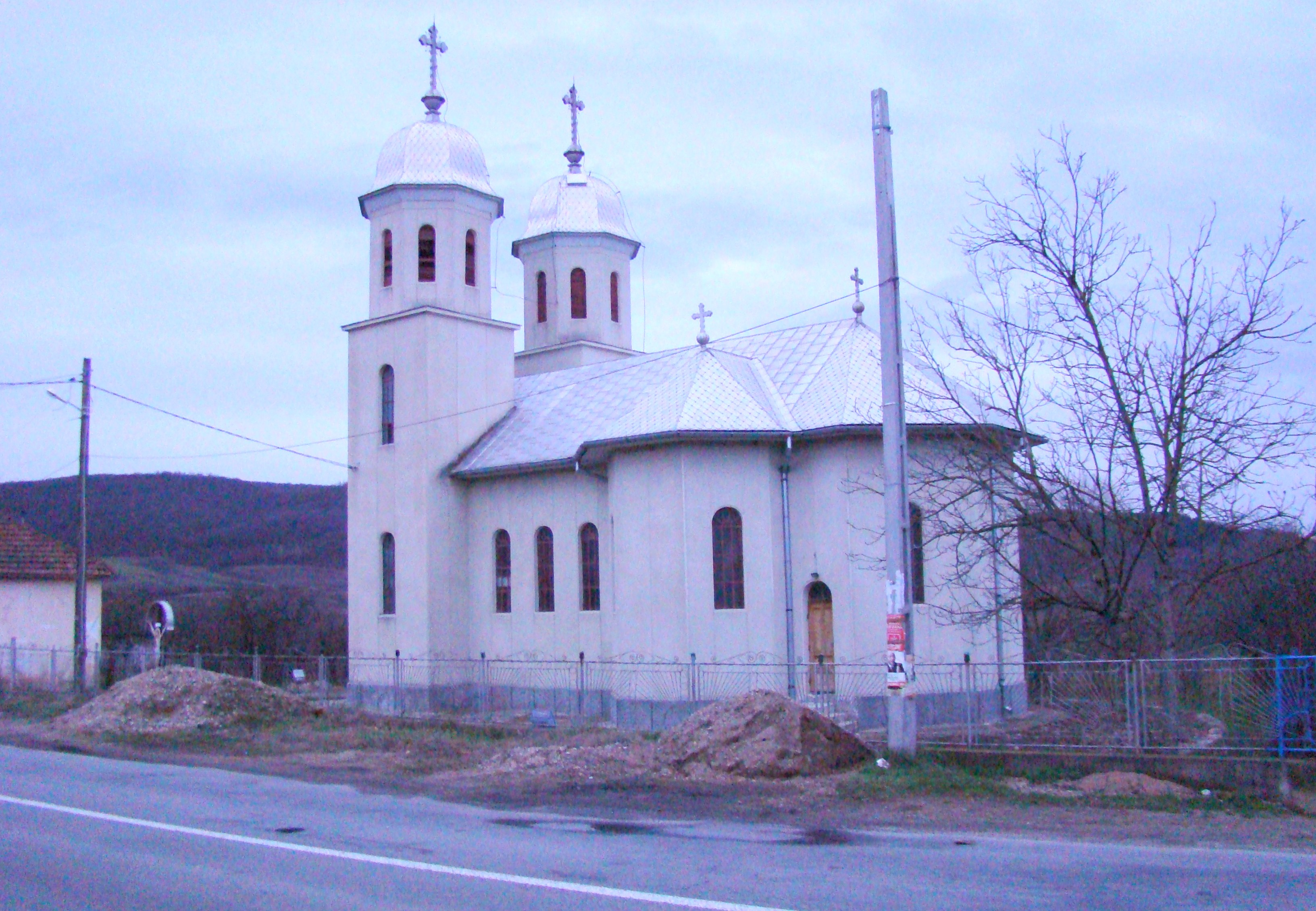
Biserica nouă de zid